# Месёй, Миклош
Ми́клош Ме́сёй (венг. Mészöly Miklós; 19 января 1921, Сексард — 22 июля 2001, Будапешт) — венгерский поэт, прозаик, драматург, эссеист, автор книг для детей, один из наиболее значительных и авторитетных венгерских писателей второй половины XX в.

## Биография
Окончил юридический факультет Будапештского университета (1942). В 1943—1944 был на фронте, дезертировал. После войны работал в газете родного города, служил редактором в Будапештском театре кукол. Дебютировал как прозаик в 1948.

## Избранные произведения
- Sötét jelek/ Темные знаки (1957, новеллы)
- Fekete gólya/ Черный аист (1960, роман для детей)
- Az atléta halála/ Смерть атлета (1966, роман)
- Jelentés öt egérről / Донесение о пяти мышах (1967, новеллы)
- Saulus/ Савл (1968, роман)
- Pontos történetek, útközben/ Подлинные дорожные истории (1970, роман)
- A Movie/ Фильм (1976, роман)
- Bunker; The Window-cleaner/ Бункер, Средство для чистки стекол (1979, пьесы)
- Esti térkép/ Ночная карта (1981, стихи)
- Megbocsátás/ Прощение/ (1984, повесть)
- Volt egyszer egy Közép-Európa/ Была когда-то Центральная Европа (1989, новеллы)
- A negyedik út/ Четвертый путь (1990, эссе)
- Elegy/ Элегия (1990, стихи)
- Otthon és világ/ Дом и мир (1994, эссе)
- Hamisregény/ Пародийный роман (1995)
- Idegen partokon/ На чужих берегах (1995, новеллы)

## Признание
Лауреат премий Тибора Дери (1986), Кошута (1990), Агнеш Немеш Надь (2002) и др. Член Академии художеств имени Сечени (1992). Орден За заслуги перед венгерской республикой (1996). Почетный гражданин Будапешта (1996). Повлиял на творчество П.Надаша, П.Эстерхази.

## Публикации на русском языке
- Соревнование литератур: равенство шансов или гандикап? (Взгляд из Центральной Европы)// Венгры и Европа. Сборник эссе. М.: Новое литературное обозрение, 2002